# Bagdad 1917-es bevétele
Bagdad bevétele az első világháború mezopotámiai hadszínterének egyik jelentős eseménye volt. Szűkebb értelemben a Frederick Stanley Maude tábornok vezette brit-indiai hadsereg Bagdadba történő 1917. március 11-i bevonulását jelenti, tágabb értelemben az egy évvel korábbi kúti vereségből felocsúdott és átszervezett brit és indiai hadsereg offenzíva-sorozatának utolsó fázisát a március 7-én kezdődő dilájai ütközettől Bagdad március 11-i kapitulációjáig.

## Előzmények
A végül Bagdad elfoglalásával végződő 1916. december közepén megindított brit offenzíva-sorozat közvetlen előzménye a brit indiai hadsereg Kútnál elszenvedett április 29-i veresége volt, amelynek hatására a teljes indiai hadsereget átszervezték; a hadsereg élén álló Percival Lake tábornok helyét 1916. augusztus 28-án Frederick Stanley Maude vette át, aki ezt megelőzően rövid ideig a 3. (Tigris) hadtest parancsnoka volt. Maude az őszi időszakot egy új offenzíva előkészítésével töltötte.

### Brit előkészületek

Sykes-Picot-megállapodás (1916)

Az új tábornok hamar felismerte a hadsereg hiányosságait és azokat a problémákat, amelyek a mezopotámia hadszíntéren állomásozó egységek mindennapjait érintették. Hangsúlyt fektetett az ellátás és utánpótlás biztosításának megteremtésére, a kommunikációs vonalak és infrastruktúra kiépítésére (szárazföld - vasút, folyó), az egészségügyi ellátás fejlesztésére (a sérült és a járványoknak áldozatul esett betegek ellátása érdekében) és a hadsereg újjászervezésére. A tábornok Londontól megkapott minden támogatást. Főhadiszállását Baszrában rendezte be.
A hadsereg struktúrájának átalakítására novemberben került sor. Maude a 3. (Tigris) hadtestet két hadtestre szedte szét, míg a különválasztott lovas dandárból külön hadosztályt hozott létre. A Tigris hadtestből kivált 1. indiai hadtest többek között a 3. és 7. hadosztályt foglalta magába Alexander Cobbe tábornok irányítása alatt, míg a 3. indiai hadtest a 13. és 14. hadosztályt William Marshall tábornok irányítása alatt. Hozzávetőlegesen 150 000 ember - kétharmaduk india - tartozott Maude alá. Ebből ca. 50 000 katona vett részt a téli offenzívában, amelynek kezdetét decemberre tűzték ki és amelynek végső célja Bagdad elfoglalása volt.

### A téli offenzíva és Kút visszaszerzése

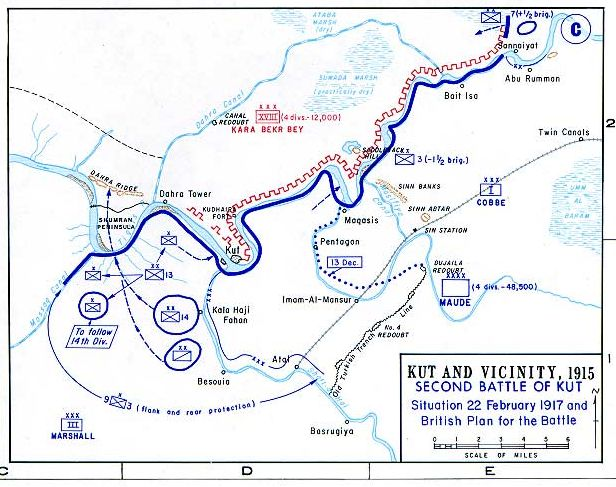
A második kúti csata.

A török csapategységek helyzetének decemberi állapota megegyezett a nyárival. A Tigris bal partján övék volt Sanniyat, amelyet erős védelemmel láttak el egészen Kútig. A Tigris jobb partján a májusi visszavonulás során felállított vonalat őrizték Kúttól a Hai mellékágon túl. Stratégiailag a brit indiai hadsereg kedvezőbb állásban volt; a törökök elsősorban kommunikációs vonalaikat féltették.
A tényleges brit offenzíva december 12-13-a éjjelén indult meg. A hó második felében és január első felében a küzdelem a Hai megszerzésért folyt a jobb parton Marshall tábornok irányítása alatt, miközben Cobbe tábornok csapatai a másik parton, a Sannaiyat környékén végeztek elterelő hadműveletet. A Hai folyó vidékének megszerzése döntő jelentőségűnek bizonyult a brit hadsereg utánpótlásának biztosítása végett.
A brit-indiai hadsereg következő célja a Khadairi Kanyarulat bevétele volt, azonban itt erős török védelembe ütköztek. A váltakozó sikerekkel folyó és sok közelharcot lehetővé tévő küzdelem eredményeképpen a brit indiai sereg végül két hét után győzedelmeskedett; január 18-19-e éjjelén a törökök visszavonultak.
A brit sereg északra, Kút irányba nyomulását heves török ellentámadás akadályozta. Február 13-án a török sereget a Dahra Kanyarulatnál bekerítették. Február 16-án, a kanyarulat megszerzésével a brit-indiai hadsereg uralta a Tigris jobb partját egészen Kútig. Ezt követően már csak a város és Sanniyat bevétele maradt. Maude február 17-én elrendelte mindkét szárny megtámadását. Az ún. második kúti csata során ezúttal a brit indiai hadsereg győzedelmeskedett. Előrelátó módon Kâzım Karabekir tábornok időben elrendelte Kút elhagyását, ahol 2500 emberével állomásozott. Menekülésüket ugyanakkor mind a brit és indiai gyalogság és lovasság, mind a brit flottilla támadásai nehezítették.
Február 25. reggelén, az ellenség nyomában a brit indiai hadsereg megindult Bagdad irányába.

## Út Bagdadba
Február 25-én a hadihajók a Tigris folyón, a Marshall tábornok vezette gyalogság és lovasság pedig a szárazföldön haladt előre. 26-án a gyalogság egy része a bal part kisebb török ellenállásait számolta fel, miközben a másik része a Sumar Kanyarulat felé menetelt, amelyet a törökök gyorsan felhagytak. Utóvédjüket a brit lovasság zaklatta. A Tigrisen előrehaladó brit flottilla eközben a török tüzérség támadásainak volt kitéve, de a történelembe csak mint nahr-al-kaleki ütközet néven bekerült folyami összecsapásból végül a brit flottilla került ki győztesen. Brit kézre került többek között a Basra, a Piooner, a Sumana, valamint a ktésziphóni csatát követően török kézre került, de eredetileg brit tulajdonú Firefly - katonákkal és sebesültekkel teli - hadihajó.
Az ellenség üldözése Aziziyehnél szakadt meg, február 27-én, félúton Bagdad irányában, 80 kilométerre Kúttól. Cobbe gyalogsága eközben az elfoglalt területek biztosításával és a menet védelmével volt elfoglalva; a törökök által hátrahagyott nagy mennyiségű felszerelés és felhalmozott készlet a martalócok érdeklődését is felkeltették, akik nem voltak rest fosztogatásaik alkalmával kisebb különálló csapatokra támadni. Március 5-ig az Aziziyehnél állomásozó csapategységek nem mozdultak előre.
A brit tábornok jelentésében 4000 hadifogolyról (köztük 188 tisztről), négy lefoglalt nagyobb hadihajóról (Firefly, Sumana, Pioneer, Basra), sok kisebb uszályról és egyéb hadifelszerelésről (jármű, gépfegyver, robbanóanyagok stb.) tesz említést. A közel egy hetes harcmentes időszak lehetőséget biztosított Halil Kut pasa számára, hogy új stratégiát dolgozzon ki. Mintegy 12 500 emberrel maga mögött úgy döntött, hogy Bagdad védelmére rendezkedik be. A várostól délre a Tigris mindkét oldalán védelmi állást épített ki.
Március 5-én - miután az utánpótlás körüli szervezési munkák befejeződtek - Marshall Zeurig (30 kilométerre), a lovasság ezen túl, Lajjig (újabb 11 kilométer) nyomult előre. A török utóvéd lövészárkokban húzódott meg, de pontos helyzetüket a homok és porvihar miatt nehéz volt meghatározni. Éjszaka az ellenség továbbhátrált. Marshall a lovasság nyomában Bustanig haladt előre, miközben Cobbe gyalogságának eleje ekkor ért Zeurba.

### Bagdad bevétele
Március 7-én az első brit és indiai csapatok elértek az ellenség vonalát, ami Bagdadtól ca. 10 kilométerre húzódott, a Tigris egyik bal parti mellékágával, a Dijála folyóval egy vonalban. A nap folyamán csak a tüzérség és a flottilla támadott. Bár nem nagy török erő összpontosult a Dijálanál, azonban a tüzérségük rendkívül jól védekezett és a brit pontonhidak felállítása is rendre meghiúsult. Március 8-án sikerült egy hidat felvonni, amin Cobbe gyalogsága át tudott jutni a Tigris jobb partjára és másnap már be is vettek egy kisebb török helyőrséget (Shawa Khan). 10-én az előrenyomuló gyalogságot és a lovasságot a törökök újból tűz alá vették. Ugyanezen a napon a hajnali órákban két ponton megkezdte Marshall az átkelést a Dilájan. A teljes gyalogság délre jutott át a folyón. A part menti kisebb falvak maradék török ellenállási pontjait felszámolásával eljutottak a Tel Muhhamad hídig. Cobbe gyalogsága e közben elérte a bagdadi vasútállomást. 10-11-e éjjelén Halil Kut elrendelte Bagdad védelmének felhagyását. 11-én reggel 6-kor a bagdadi vasútállomást a britek elfoglalták és a város kapitulációját követően Maude tábornok serege élén bevonult a városba, ahol a lakosság éljenzések közepette fogadta. Bár a törökök igyekeztek mindent magukkal vinni vagy megsemmisíteni, de így is nagy számban hagytak hátra hadifelszerelést.

„A király és alattvaló nevében, ekként szólok hozzátok:
Katonai akciónk célja az ellenség legyőzése és kiűzése erről a vidékről. E célból a csapataink által megszállt területek fölötti ellenőrzést teljes mértékben én gyakorlom. Seregeink ugyanakkor városaitokba és földjeitekre nem mint hódítók vagy ellenségek érkeznek, hanem mint felszabadítók. A Halaka idejétől városotokat és országotokat idegen zsarnokok uralták; palotáitokat romba döntötték, kertjeitek elpusztították, atyáitokat veletek együtt pedig rabláncba verték. Fiaitokat általatok nem kívánt háborúkba hurcolták. Vagyonotokat igazságtalanul elkobozták és távoli földeken eltékozolták.
Midhat [pasa] óta a törökök reformokat emlegetnek. Mondjátok, a jelenlegi állapotok; a rombolás és tékozlás, nem az ígéretek megszegéséről tanúskodnak?
[...]
Bagdad népe! Emlékezz! 26 generáción keresztül idegen zsarnokok uralma alatt sínylődtetek, akik minden igyekezetükben azon voltak, hogy arabot arab ellen fordítsanak és széthúzást idézzenek elő népeitek között. Nagy-Britannia és szövetségesei számára ez a politika elfogadhatatlan; ugyanis ahol ellenségeskedés és rossz kormányzás kéz a kézben jár, ott nem adottak a feltételek a békéhez és jóléthez. Eképpen utasításba kaptam, hogy meghívjalak titeket, hogy nemeseiteken, elöljáróitokon és képviselőiteken keresztül részt vegyetek a polgári ügyeket érintő döntéshozatalban a hadsereggel tartó brit politikai képviselőkkel, hogy népeitek törekvései északi, keleti, déli és nyugati rokonaitokkal közös erővel valósulhassanak meg.”

– Maude, 1917. március 19.: Bagdadi Kiáltvány

## Következmények
A Bagdad 140 000 lakosa hangos éljenzéssel fogadta a megérkező sereget. A város bevételét követően a király és sokan mások táviratban gratuláltak a tábornoknak, aki eközben sem tétlenkedett, hanem a helyzet megszilárdítására összpontosított. Seregeivel sikerült a törököket északkeleti, északi és nyugati irányba visszaszorítania a Dijála, a Tigris és az Eufrátesz mentén. A tavaszi ún. szamarrai offenzíva végén, április 23-án a szamarrai vasútállomás is brit kézre került. A Bagdad körüli hadszervezési munkákban Maude segítségére volt, hogy a lakosság nagy része támogatta és felszabadítóként tekintett rá.
Miközben Maude tábornok a nyár nagy részében a Bagdad körüli állásuk biztosításán, kommunikációs vonalaik kiépítésén, a helyi ellátás megszervezésén és az infrastruktúra továbbfejlesztésén dolgozott – július végére többek között kiépült a létfontosságú Kút–Bagdad vasútvonal – addig Halil Kut pasa megviselt 6. hadseregével visszavonult és új főhadiszállást rendezett be Moszulban. A stratégiai hátrányba került török sereg csak az ősz folyamán nézett újra farkasszemet ellenfelével, amely november közepétől – Maude tábornok halála után – új vezetőt kapott William Marshall tábornok személyében.